# Diócesis de Petare
La diócesis de Petare (en latín: Dioecesis Petarensis) es una circunscripción eclesiástica de la Iglesia católica en Venezuela. Se trata de una diócesis latina, sufragánea de la arquidiócesis de Caracas. Desde el 16 de noviembre de 2021 su obispo es Juan Carlos Bravo Salazar.

## Territorio y organización
La diócesis tiene 177 km² y extiende su jurisdicción sobre los fieles católicos de rito latino residentes en el municipio Sucre del estado Miranda.
La sede de la diócesis se encuentra en la ciudad de Petare, en donde se halla la Catedral de Nuestra Señora del Rosario.
En 2021 en la diócesis existían 23 parroquias. 

## Historia
El proyecto de la diócesis de Petare había sido propuesto años antes bajo la animación del cardenal Jorge Urosa Savino, y compartido con las instancias pastorales de la arquidiócesis de Caracas.
La diócesis fue erigida el 16 de noviembre de 2021 mediante la bula Veluti bona Mater del papa Francisco, con el territorio y las instituciones correspondientes a los arciprestazgos de Petare y La California de la arquidiócesis de Caracas.
El primer obispo de la diócesis es Juan Carlos Bravo Salazar, nombrado el mismo día de la erección de la diócesis y tomando posesión el 10 de enero de 2022.

## Estadísticas
Según el Anuario Pontificio 2022 la diócesis tenía a fines de 2021 un total de 648 000 fieles bautizados.
| Año                                                                             | Población            | Población | Población      | Sacerdotes | Sacerdotes    | Sacerdotes    | Bautizados por sacerdote | Diáconos permanentes | Religiosos | Religiosos | Parroquias |
| Año                                                                             | Bautizados católicos | Total     | % de católicos | Total      | Clero secular | Clero regular | Bautizados por sacerdote | Diáconos permanentes | Varones    | Mujeres    | Parroquias |
| ------------------------------------------------------------------------------- | -------------------- | --------- | -------------- | ---------- | ------------- | ------------- | ------------------------ | -------------------- | ---------- | ---------- | ---------- |
| 2021                                                                            | 648 000              | 760 000   | 85.3           | 57         | 12            | 45            | 11 368                   |                      | 45         | 129        | 23         |
| Fuente: Catholic-Hierarchy, que a su vez toma los datos del Anuario Pontificio. |                      |           |                |            |               |               |                          |                      |            |            |            |

La nueva diócesis de Petare cuenta con 27 instituciones educativas católicas y 64 instituciones caritativas, así como también con 5 seminaristas.

## Episcopologio
| Foto | Escudo | Nombre del titular        | Período                          | Fin del cargo (razón) |
| ---- | ------ | ------------------------- | -------------------------------- | --------------------- |
|      |        | Juan Carlos Bravo Salazar | Desde el 16 de noviembre de 2021 |                       |